# 中国共産党革命根拠地

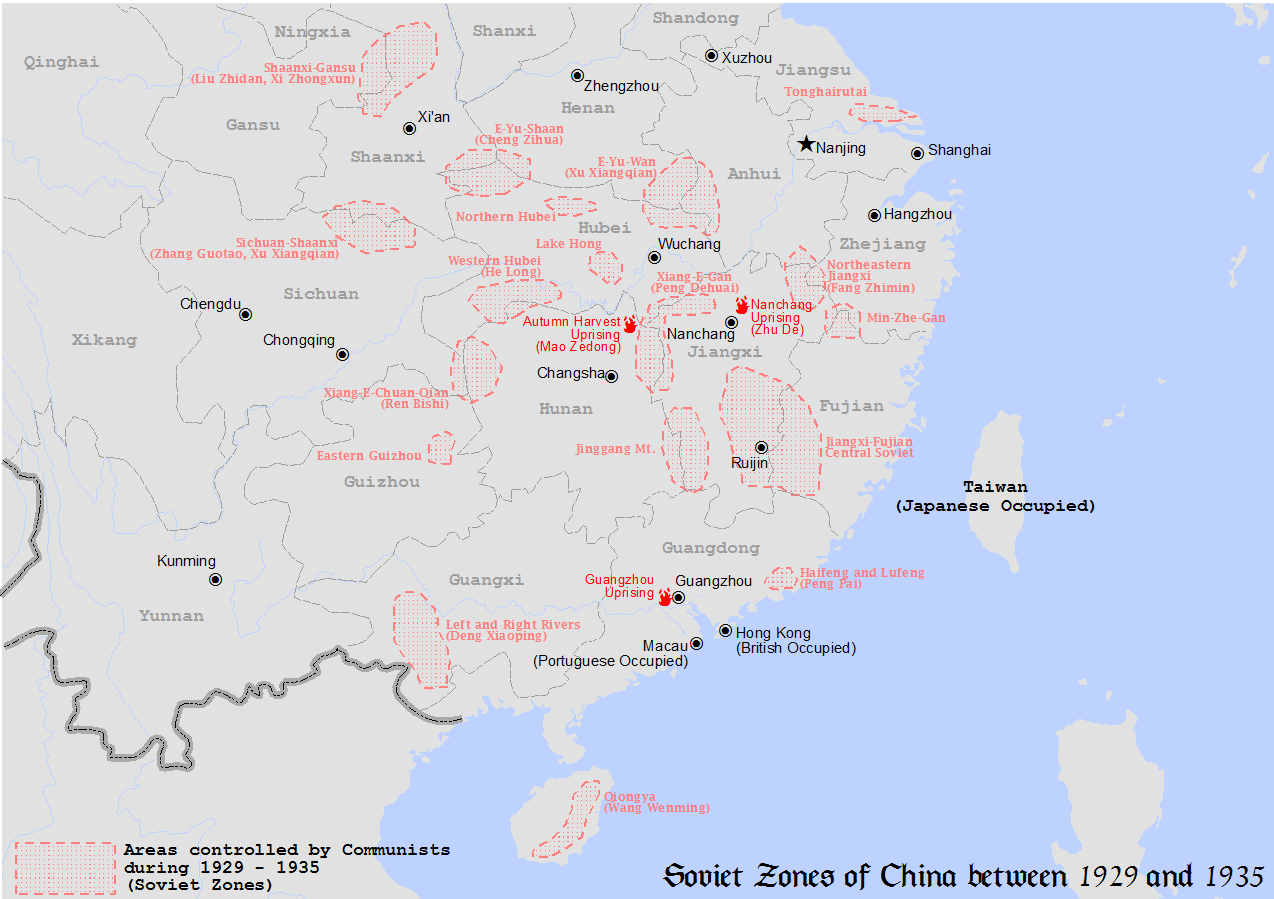
1929年から1935年にかけて存在した中国共産党革命根拠地の位置

中国共産党革命根拠地（ちゅうごくきょうさんとう-かくめいこんきょち）は、中国共産党が設置した革命拠点とした行政区画。
農地解放を目指した武装革命初期のソビエト区、日中戦争における抗日根拠地、国共内戦における解放区としての3区分することができるが、ここではこれら3区分をまとめて説明する。

## ソビエト区（1927年-1934年）
- 海陸豊ソビエト政府（1927年11月-1928年2月）、広東省東部
  - 陸豊県ソビエト政府（1927年10月-1928年2月）、広東省陸豊県
  - 海豊県ソビエト政府（1927年10月-1928年2月）、広東省海豊県
  - 紫金県ソビエト政府（1927年10月-1928年2月）、広東省紫金県
  - 恵陽県ソビエト政府（1927年10月-1928年2月）、広東省恵陽県
- 広州市工農兵ソビエト政府（1927年12月12日設立するものの、たった1日間で解散）広州市
- 湘南ソビエト政府（1928年3月-1928年4月）、湖南省南部
  - 宜章県工農兵政府（1928年1月-不明）、湖南省宜章県
  - 宜章県ソビエト政府（不明-1928年4月）、同上
  - 郴県ソビエト政府（不明-1928年4月）、湖南省郴県
  - 資興県ソビエト政府（不明-1928年4月）、湖南省資興県
  - 永興県ソビエト政府（不明-1928年4月）、湖南省永興県
  - 耒陽県ソビエト政府（不明-1928年4月）、湖南省耒陽県
- 湘贛辺特区工農兵政府（1928年5月-不明）、湖南省、江西省の境界域（井崗山地区）
- 平江県工農兵ソビエト政府（1928年7月24日設立するものの約1週間で撤退）、湖南省平江県
- 中央ソビエト政府（1931年11月-1934年10月）、江西省と福建省の南部境界域
  - 贛西南ソビエト政府（1930年3月-1931年11月）、江西省南東部
    - 贛南革命根拠地（1929年初期-1930年3月）、江西省南部
    - 贛西革命根拠地（1929年初期-1930年3月）、江西省西部
    - 湘贛革命根拠地（1929年5月-1930年3月）、湖南省、江西省の南部境界域

  - 閩西革命根拠地（1930年3月-1931年11月）、福建省南西部
- 湘鄂贛ソビエト政府（1930年7月-1934年8月）江西省、湖南省、湖北省の境界域
- 閩浙贛ソビエト政府（1930年7月-1934年11月）、福建省、浙江省、江西省の境界域
  - 贛東北工農民主政府（1927年11月-1930年7月）、江西省東北部
  - 閩北工農民主政府（1927年10月-1930年7月）、福建省北部
- 鄂豫皖ソビエト政府（1930年6月-1934年11月）、安徽省、河南省、湖北省の境界域
  - 鄂豫辺ソビエト政府（1927年11月-1930年6月）湖北省、河南省境界域
  - 豫東南ソビエト政府（1929年5月-1930年6月）河南省東南域
  - 皖西ソビエト政府（1929年11月-1930年6月）安徽省西部
- 湘鄂西ソビエト政府（1930年7月-1932年秋）湖北省と湖南省の西部境界域
- 右江ソビエト政府（1929年12月-不明）広西省
- 東江ソビエト政府（1930年5月-不明）広東省東部
- 瓊崖ソビエト政府（1928年7月-不明）、海南島
- 襄棗宜ソビエト政府（1927年冬-不明)、湖北省北部
- 川東ソビエト区（1929年4月-不明)、四川省東部

## ソビエト区
1931年（民国20年）11月7日、中華工農ソビエト第1回全国代表会議が瑞金で開催され、『中華ソビエト共和国憲法大綱』が通過、中華ソビエト共和国が成立した。
しかし軍事的に優勢な南京国民政府の前に劣勢であった中華ソビエト共和国はその行政区画である省、県、区の一部を実効支配したに過ぎず、また戦況によってその行政管轄範囲も頻繁に変更が加えられ、旧来の行政区画を踏襲した行政機構を確立することはできなかった。
同月、中央執行委員会第1回会議で『中華ソビエト共和国劃分行政区暫行条例』が決定され、省、県、区、郷の4級行政区分が下記の通り決定された。
- 省
  - 1933年7月、『重新劃分行政区域的決定』により管轄区域の調整が行われた。
- 県
  - 山区:管轄区数は12郷以内
  - 平地区:管轄区数は15郷以内
- 区
  - 山区:45里以内。管轄郷数は9郷以内
  - 平地区:30里以内。管轄郷数は12郷以内
- 郷
  - 山区:15里以内。人口3,000人以内
  - 平地区:5里以内。人口5,000以内

## 抗日根拠地
1937年（民国26年）、日中戦争が勃発すると共産党は抗日活動を展開、その実効支配地域は抗日根拠地とされたが、第二次国共合作の合意により国民政府の所轄とされ、その性格はソビエト区域と大きく異なることとなる。
抗日根拠地の行政機構の名称は統一されておらず、辺区政府（陝甘寧、晋冀魯豫）、辺区行政委員会（晋察冀）、戦時行政委員会（山東）などの名称が使用され、行政首長も政府主席や主任委員の名称が使用された。
国民政府と辺区議会（参議会）の命令の下に地方行政を実施し、その管轄区域の規模により一部辺区政府には「庁」あるいは「処」が設置され、民政、財政、教育、経済、建設、四方、軍事等の各業務を担当していた。
辺区政府には行政公署（略称:行署）及び行政督察専員公署（略称:専署）が設置された。行署は辺区政府の行政権を執行する機関であり、専署は辺区政府を補佐するものであった。例えば晋察冀辺区には冀晋、冀察、冀中、冀熱の4行署が設置され、行署の下部に複数の専署、その専署は複数の県を所轄する構造となっていた。

## 解放区
1945年（民国34年）、日本敗戦後再び対立した国民政府と中国共産党は内戦状態に突入、戦局を有利に進めた共産党軍はその占領地域に解放区を設置し地方行政機構を整備していった。共産党勢力下にあった抗日拠点はそのまま解放区に改編され、同年10月14日、陝甘寧辺区参議会駐会委員会及び陝甘寧辺区政府は共同通達を発令し、市や郷の参議会を人民代表会と改称、参議会制度から人民代表会議制度へとその政策決定機構を改編していった。
戦局に従い小規模解放区が大量に出現すると、共産党は省、行署、直轄市、専区、県、市による4級の地方行政体制の確立を目指し、末端行政組織としては県、区、郷の3級制度の確立が図られることとなり、各解放区の整備が推進され、その行政機構は現在の中華人民共和国における行政機構の祖形となっている。

### 満州地区解放区変遷表
| 1945年 | 1946年       | 1947年     | 1948年     | 1949年1月 | 1949年7月 | 現在     |
| 奉天省 | 遼寧省       | 遼寧省     | 遼寧省     | 遼寧省    | 遼東省    | 遼寧省   |
| 安東省 | 安東省       | 安東省     | 安東省     | 安東省    | 遼東省    | 遼寧省   |
| 遼北省 | 遼北省       | 遼北省     | 遼北省     | 遼北省    | 遼西省    | 遼寧省   |
|        |              |            | 冀熱察行署 | 遼西省    | 遼西省    | 河北省   |
|        |              |            | 四平市     | 遼西省    | 遼西省    | 吉林省   |
|        | 吉林省       | 吉林省     | 吉林省     | 吉林省    | 吉林省    | 吉林省   |
|        |              |            | 長春特別市 | 長春市    | 吉林省    | 吉林省   |
|        | 黒竜江省     | 黒竜江省   | 黒竜江省   | 黒竜江省  | 黒竜江省  | 黒竜江省 |
| 嫩江省 | 嫩江省       | 嫩江省     | 嫩江省     | 嫩江省    |           | 黒竜江省 |
|        | 松江省       | 松江省     | 松江省     | 松江省    | 松江省    | 黒竜江省 |
| 綏寧省 | 牡丹江専区   | 牡丹江省   | 松江省     | 松江省    | 松江省    | 黒竜江省 |
| 綏寧省 | 牡丹江専区   | 牡丹江省   | 合江省     | 合江省    | 松江省    | 黒竜江省 |
| 合江省 | 合江省       | 合江省     | 合江省     | 合江省    | 松江省    | 黒竜江省 |
|        |              |            | 哈爾浜市   | 哈爾浜市  | 松江省    | 黒竜江省 |
|        | 興安省       | 内蒙古編入 |            |           |           | 黒竜江省 |
| 内蒙古 | 興安省       | 内蒙古編入 |            |           |           |          |
| 内蒙古 | 熱河省       | 熱河省     | 熱河省     | 熱河省    | 熱河省    | 熱河省   |
| 河北省 | 熱河省       | 熱河省     | 熱河省     | 熱河省    | 熱河省    | 熱河省   |
|        | 旅大聯合弁事 | 旅大行署   | 旅大行署   | 旅大行署  | 旅大行署  | 遼寧省   |
| 瀋陽市 |              |            | 瀋陽市     | 瀋陽市    | 瀋陽市    | 遼寧省   |
|        |              |            |            |           | 撫順市    | 遼寧省   |
| ------ | ------------ | ---------- | ---------- | --------- | --------- | -------- |